# گروه ضربت مشترک چندملیتی
گروه ضربت مشترک چندملیتی (MNJTF) یک تشکیلات چندملیتی ترکیبی شامل واحدهایی عمدتاً نظامی از بنین، کامرون، چاد، نیجر و نیجریه است که مقر آن در انجامنا قرار دارد و موظف به پایان دادن به شورش بوکو حرام است.